# 李開芳 (萬曆進士)
李開芳（1553年—1623年），字啓東，號述素，福建泉州府永春縣人，軍籍，明朝政治人物。

## 生平
萬曆元年（1573年）癸酉科福建鄉試第十六名，萬曆十一年（1583年）癸未科會試第二十五名，登二甲第六十一名進士。都察院觀政，十三年授户部主事，十八年升员外郎，本年浙江监兑，丁憂，二十一年補郎中，二十五年升廣東副使，二十九年升江西右参政，三十三年升按察使，三十五年升本省右布政，三十九年丁父憂。四十六年起江西右布政使，督粮道，四十七年升廣西左布政使，天啓元年（1621年）升南京太僕寺卿。三年卒。

## 家族
曾祖李漢中；祖父李子昇，曾任壽官；父李應元（1525年-1611年），字思貞，號一崑，曾任歲貢生。母陳氏。重庆下。弟李開芬；從弟李開藻（同科進士）；李開蕴。